# Edenburg
Die Edenburg, auch Burg Jestetten und Turm zu Jestetten genannt, ist eine abgegangene Höhenburg auf einem Hügel an der Stelle des Friedhofs am Ortsrand von Jestetten im Landkreis Waldshut in Baden-Württemberg.
Die Burg war bereits im 15. Jahrhundert abgegangen. Auf den Fundamenten des Wohnturms wurde 1668 die Loretto-Kapelle errichtet. Eine Infotafel weist noch auf die ehemalige Burganlage hin.

## Einzelnachweise

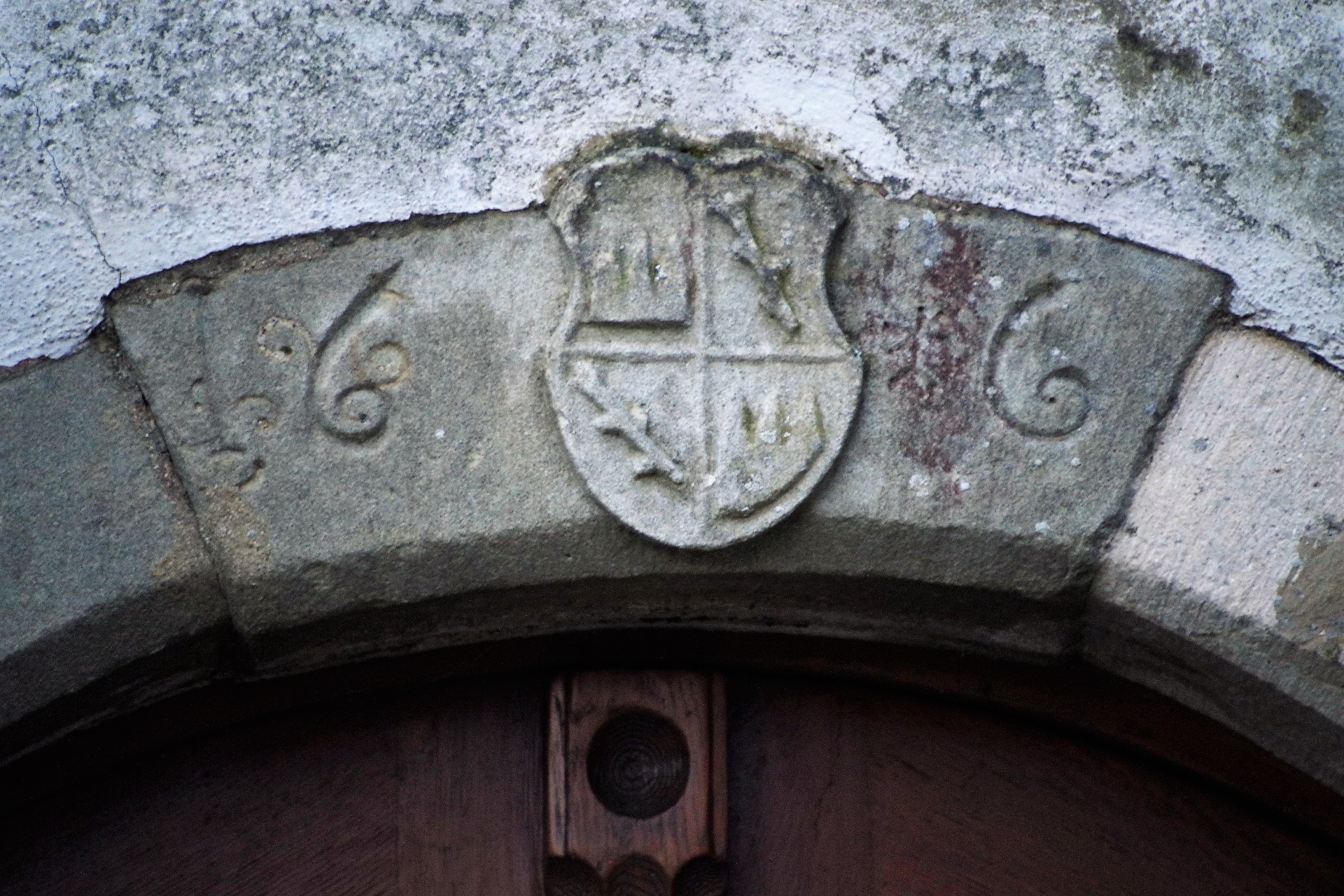
Wappen Sulz Brandis von 1686 auf dem Schlussstein an der Loretto Kapelle, Friedhof Jestetten